# Ismakajewo
Ismakajewo (ros. Исмакаево) – wieś (sieło) w Rosji, w Baszkortostanie, w rejonie biełorieckim. W 2010 liczyła 273 mieszkańców.